# Lista över ryska filmer från 2002
Lista över ryska filmer producerade 2002.
| Svensk titel    | Engelsk/internationell titel | Rysk titel       | Regissör             | Skådespelare | Genre     | Kommentarer                        |
| --------------- | ---------------------------- | ---------------- | -------------------- | ------------ | --------- | ---------------------------------- |
| Antikiller      | Antikiller                   | Антикиллер       | Egor Konchalovsky    |              |           |                                    |
|                 | Azazel                       | Азазель          | Aleksandr Adabashyan |              |           |                                    |
| Björnens kyss   | Bear's Kiss                  | Медвежий поцелуй | Sergei Bodrov        |              | Drama     |                                    |
|                 | Brigada                      | Бригада          | Aleksei Sidorov      |              | Crime     |                                    |
|                 | The Cuckoo                   | Кукушка          | Aleksandr Rogozhkin  |              | Krigsfilm |                                    |
|                 | House of Fools               | Дом дураков      | Andrei Konchalovsky  |              | Krigsfilm |                                    |
| Den ryska arken | Russian Ark                  | Русский ковчег   | Alexander Sokurov    |              | Historia  | Visades på Filmfestivalen i Cannes |
| Zvezda          | The Star                     | Звезда           | Nikolai Lebedev      |              | Krigsfilm |                                    |
|                 | War                          | Война            | Aleksej Balabanov    |              | Krigsfilm |                                    |